# Joseph Paternost
Joseph Paternost, slovensko-ameriški jezikoslovec, * 17. marec 1931, Rašica, + 1. avgust 2025 Chambersburg. PA, ZDA.

Joseph Paternost rojen kot Jože Paternost očetu Ivanu in materi Mariji roj. Praznik je slovenski jezikoslovec, ki je živel v Združenih državah Amerike. V ZDA je odšel po 2. svetovni vojni. Na Univerzi Ohio je leta 1955 diplomiral iz nemškega in ruskega jezika in leta 1963 doktoriral na Univerzi Indiana v Bloomingtonu z disertacijo The Slovenian Verbal System: Morphophonemics and Variations. Leta 1960 se je poročil z Eriko Paternost roj. Kuntara in se kot redni profesor za slovanske jezike zaposlil na Državni univerzi Pennsylvania v mestu State College.

## Izbrana bibliografija
- Strukturalni in sociolingvistični komentar k aforizmom Žarka Petana in Iva Antiča (COBISS)
- Slovanski edninski rodilnik kot oznaka za izvor dejanja pri deležnikih na -no in -to (COBISS)